# Castello di Dyserth
Il castello di Dyserth si trova nella contea del Denbighshire, in Galles, le sue rovine sono considerate un monumento protetto dal governo inglese e sorge poco lontano dall'omonimo villaggio di Dyserth da cui prende il nome. In epoca medioevale il castello era l'ultima fortificazione britannica nella regione posta sulla catena collinare del Clwydian Range.

## Il castello
Il castello negli anni fu noto con una gran vastità di nomi, Castell Diserth, Castle de Rupe, Castle of the Rock, Caerfaelan, Carregfaelan, Castell-y-Garrec, Dincolyn, Castell y Ffailon e Castell Cerri e sorge su una rupe calcarea a meno di un miglio dal villaggio da cui prende il nome.
Scavi archeologici portati avanti nella zona sembrano confermare che l'area era fortificata già in tempi antichi, sono stati trovate infatti tracce di costruzioni appartenenti al Neolitico, Età del bronzo e Romana, oltre ovviamente a quella medievale. Gli scavi sembrerebbero confermare la presenza sulla collina di una costruzione di epoca pre-normanna.
Nel 1240 Llywelyn il Grande morì e gli inglesi ne approfittarono per estendere la loro influenza nel Galles fino a nord del fiume Conwy, questo sforzo bellico va inquadrato entro tre campagne militari volte ad ampliare i confini della contea dello Cheshire. Per avere meglio il controllo del territorio gli inglesi provvidero a costruire nuovi castelli e a ristrutturare quelli esistenti come il Castello di Rhuddlan, quello di Deganwy o quello, appunto, di Dyserth.
Dyserth probabilmente venne scelto sia per rimpiazzare il vecchio castello di Twthill, noto anche come Old Rhuddlan e per dare man forte a quello di Deganwy. La storia di Dyserth è piuttosto fumosa e per niente precisa circa la sua fondazione, sembra che un primo castello fosse stato costruito nel 1238, ma poiché venne ritenuto inadatto venne o demolito o restaurato da Enrico III d'Inghilterra che lo fortificò.
Conestabile del castello dal 1241 al 1263 fu il cavaliere inglese Sir Robert Pounderling. Già pochi anni dopo la sua fortificazione Dyserth venne saccheggiato, nel corso dei vent'anni seguenti fu oggetto di numerosi scontri ed assedi venendo di volta in volta occupato dai gallesi o dagli inglesi. Nel 1263 Llywelyn Ein Llyw Olaf ap Gruffydd lo distrusse completamente dopo un assedio durato parecchie settimane, durante la prima guerra mondiale la cresta su cui sorgeva venne adibita a cava e molte delle sue rovine vennero rimosse.
Il castello sorge in una posizione facilmente difendibile visto che si trova sulla cresta di una montagna a nord delle colline di Clwydian e a ovest del fiume Conwy. Al piccolo cortile interno si accedeva tramite un corpo di guardia contornato da due torri in aggiunta c'era anche una cinta muraria esterna.